# Titularbistum Vartana
Vartana  ist ein Titularbistum der römisch-katholischen Kirche.
Es geht zurück auf ein ehemaliges Bistum in der römischen Provinz Byzacena in der Sahelregion des heutigen Tunesien.
| Titularbischöfe von Vartana |                                                 |                                                                                        |                   |                   |
| Nr.                         | Name                                            | Amt                                                                                    | von               | bis               |
| 1                           | Leo Hale Taylor SMA                             | Apostolischer Vikar von West-Nigeria Apostolischer Vikar der Küste von Benin (Nigeria) | 26. Februar 1934  | 18. April 1950    |
| 2                           | Albert-François Cousineau CSC                   | Koadjutorbischof von Cap-Haïtien (Haiti)                                               | 10. Januar 1951   | 29. Juni 1953     |
| 3                           | Francesco Fasola                                | Koadjutorbischof von Agrigent (Italien)                                                | 8. März 1954      | 11. November 1960 |
| 4                           | Tito Mancini                                    | Weihbischof in Ostia (Italien)                                                         | 22. Dezember 1960 | 4. Mai 1969       |
| 5                           | Carlo Minchiatti                                | Weihbischof in Aquino, Sora und Pontecorvo (Italien)                                   | 30. August 1969   | 29. Mai 1971      |
| 6                           | Giovanni Moretti Titularerzbischof pro hac vice | Apostolischer Pro-Nuntius Apostolischer Delegat Apostolischer Nuntius                  | 9. September 1971 | 16. Oktober 2018  |
| 7                           | Giuseppe Laterza Titularerzbischof pro hac vice | Apostolischer Nuntius                                                                  | 5. Januar 2023    | 28. Mai 2024      |